# (4383) Suruga
(4383) Suruga ist ein Hauptgürtelasteroid, der am 1. Dezember 1989 von dem Astronomen Yoshiaki Ōshima am Gekkō-Observatorium entdeckt wurde.
Der Asteroid wurde nach der Provinz Suruga benannt.